# John Wales
John Wales (New Haven, 1783. július 31. – Wilmington, 1863. december 3.) az Amerikai Egyesült Államok szenátora (Delaware, 1849–1851).